# Wasco (Californie)
Pour les articles homonymes, voir Wasco.
Wasco, anciennement Dewey et Deweyville, est une ville du comté de Kern en Californie, aux États-Unis.

## Démographie
| 1950  | 1960  | 1970  | 1980  | 1990   | 2000   |
| ----- | ----- | ----- | ----- | ------ | ------ |
| 5 592 | 6 841 | 8 269 | 9 613 | 12 412 | 21 263 |

| 2010   | - | - | - | - | - |
| ------ | - | - | - | - | - |
| 25 545 | - | - | - | - | - |